# Помпея Магна
Помпея Магна (80/75 — 37/36 роки до н. е.) — давньоримська матрона, донька та дружина консулів.

## Життєпис
Походила з родини Помпеїв. Донька Гнея Помпея Великого, консула 70 року до н. е., та Муціі Терції. У дитинстві була заручена з Фавстом Корнелієм Суллою. У 59 році до н. е., після створення першого тріумвірату, Помпей одружився з Юлією, донькою Цезаря. Заручини Помпеї передбачалося розірвати і віддати її за колишнього нареченого Юлії, Сервілія Цепіона, проте той відмовився від цієї пропозиції. У 54 році до н. е., після смерті Юлії, Цезар сам просив руки Помпеї, розраховуючи таким чином зміцнити свій союз з її батьком, але Помпей не дав на це згоди. У 54 році до н. е. був укладений шлюб Помпеї з Фавстом Суллою. Від нього вона народила сина й доньку. Під час громадянської війни Цезаря і Помпея у 49-46 роках до н. е. Помпея супроводжувала батька й чоловіка до місця військових дій. У 46 році до н. е., після поразки помпеянців при Тапсі, Фавст, Помпея та їхні діти потрапили у полон до цезаріанського командира Сіттія. Фавста була страчено, Помпеї й дітям Цезар надав свободу, повернув майно.
Наприкінці 46 року до н. е. Цицерон розглядав можливість шлюбу з Помпеєю, але відмовився від цього. Згодом Помпея взяла шлюб з Луцієм Корнелієм Цинною, консулом-суфектом 32 року до н. е. Вона мала від нього сина й доньку. Після утворення другого тріумвірату та оголошення проскрипцій втекла до свого брата Секста Помпея на Сицилію, де і померла.

## Родина
1. Чоловік — Фавст Корнелій Сулла, квестор 54 року до н. е.
Діти:
- Фавст Корнелій Сулла
- Корнелія

2. Чоловік — Луцій Корнелій Цинна, консул-суфект 32 року до н. е.
Діти:
- Гней Корнелій Цинна Магн, консул 5 року н. е.
- Корнелія Помпея Магна